# 特特勒什蒂鄉
46°13′N 27°12′E / 46.217°N 27.200°E
特特勒什蒂鄉（羅馬尼亞語：Comuna Tătărăști, Bacău），是羅馬尼亞的鄉份，位於該國東北部，由巴克烏縣負責管轄，面積92平方公里，海拔高度226米，2007年人口2,575，人口密度每平方公里28人。